# Вишнёвогорлая немозия
Вишнёвогорлая немозия (лат.  Nemosia rourei) — вид птиц семейства танагровых. Подвидов не выделяют. Эндемик Бразилии.

## Таксономия и этимология
В течение более 100 лет вишнёвогорлая немозия была известна только по голотипу, пойманному французским исследователем Бразилии Жаном де Руром (фр. Jean de Roure) в штате Минас-Жерайс. Образец был отправлен в Музей естествознания в Берлине, где Жан Луи Кабанис описал новый вид в 1870 году и назвал его в честь первооткрывателя.
Лишь в феврале 1998 года несколько особей данного вида были замечены, описаны и сфотографированы в штате Эспириту-Санту. В последующие годы было описано всего несколько случаев обнаружения данного вида в некоторых районах Бразилии.

## Описание
Вишнёвогорлая немозия достигает длины 12,5—14 см и массы около 22 г; у голотипа длина крыла составляла 8,5 см, длина хвоста — 6,2 см. Верхняя сторона тела пепельно-серая, спина темнее, а верхняя часть головы светлее. Широкая чёрная маска проходит ото лба через глаза, почти сходясь на затылке; над ней проходит небольшая белая линия, и, таким образом, лоб кажется белым, если смотреть спереди. Крылья и хвост чёрные, первостепенные и второстепенные кроющие перья имеют синеватый оттенок, третьестепенные кроющие перья и плечи испещрены серыми пятнышками. Верхние кроющие перья хвоста также чёрные, довольно длинные, с белыми кончиками, которые могут выполнять сигнальную функцию, поскольку иногда они заметно выделяются у птиц. На горле и в центре верхней части груди есть красное пятно, которое контрастирует с белой грудью и брюхом. Нижние кроющие перья хвоста длинные, чёрного цвета с белыми кончиками. Радужная оболочка тёмно-жёлтая, клюв тёмный, ноги тускло-розовые. Самцы и самки, вероятно, очень похожи, хотя, возможно, у последних красное пятно на горле в среднем меньше. У молоди, по-видимому, пятно на горле тускло-коричневое.

## Биология
Вишнёвогорлая немозия обитает преимущественно в пологе влажных горных лесов на высотах от 850 до 1250 м над уровнем моря. Птицы добывают корм в глубине лесных массивов, иногда перемещаясь ближе к опушкам. Обычно встречаются поодиночке или стайками до 10 особей. Часто присоединяются к стаям кормящихся птиц, зарегистрированы смешанные стаи с более 30 различными видами птиц. В состав рациона входят преимущественно членистоногие. Строительство гнезда наблюдалось в конце ноября.